# Torneo de Linz 2012
El Generali Ladies Linz 2012 es un torneo de tenis que pertenece a la WTA en la categoría de WTA International Tournaments. El evento se llevará a cabo en Linz, Austria, del 8 de octubre al 14 de octubre del 2012 sobre canchas duras bajo techo.

## Cabezas de serie
| Tenista            | Ranking | No.  |
| Victoria Azarenka  | 1       | 1    |
| Ana Ivanovic       | 12      | 2/WC |
| Dominika Cibulkova | 13      | 3    |
| Lucie Safarova     | 18      | 4    |
| Julia Görges       | 21      | 5    |
| Yanina Wickmayer   | 25      | 6    |
| Tamira Paszek      | 27      | 7    |
| Sabine Lisicki     | 28      | 8    |

- Las cabezas de serie, están basados en el ranking WTA del 1 de octubre de 2012.

## Campeones

### Individual femenino
Victoria Azarenka vemció a  Julia Görges por 6-3, 6-4.

### Dobles femenino
Anna-Lena Groenefeld /  Kveta Peschke vencieron a  Julia Görges /  Barbora Záhlavová-Strýcová por 6-3, 6-4.